# Digital audio workstation

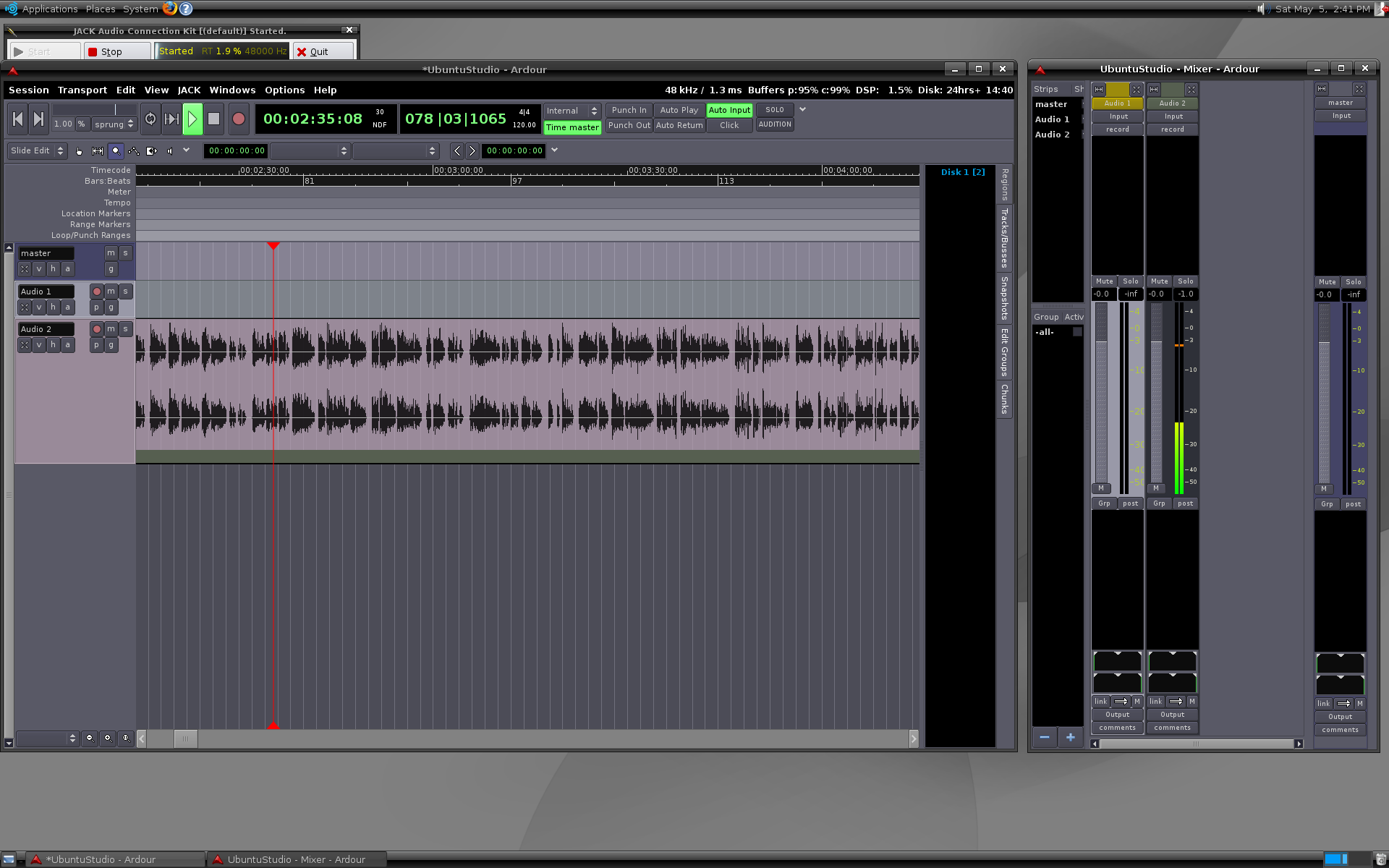
Ardour, um DAW para Linux.

Digital Audio Workstation (ou, de forma abreviada, DAW) — em português: "estação de trabalho de áudio digital" — é um sequenciador que tem a finalidade de gravar, editar e tocar áudio digital. Originalmente, os DAWs eram máquinas que não faziam uso de fita magnética para tratar áudio, sendo baseadas em microprocessadores, como o Synclavier. DAWs modernos evoluíram para o formato de softwares rodando em computadores com interfaces de áudio.

## Funcionalidades comuns
Enquanto sistemas de software, os DAWs podem ser projetados com qualquer interface, mas geralmente são baseados numa metáfora de um gravador multipistas, familiar à maioria dos engenheiros e músicos, inclusive os acostumados às gravações em fita. Dessa forma, os DAWs baseados em computador costumam ter um layout padrão, com controles de transporte (como play, record e rewind) e trilhas com controles individuais, como volume e cadeia de efeitos.
Normalmente os DAWs permitem operar as trilhas como um mixer, onde as características individuais de cada trilha podem ser ajustadas de forma independente, podendo também serem agrupadas. Plugins podem ser adicionados às trilhas; esses são principalmente da plataforma VST, desenvolvida pela Steinberg em 1996, e que acabou tornando-se um padrão da indústria.
O suporte a MIDI nos DAWs também é considerado padrão, tanto para gravação a partir de um controlador MIDI externo, quanto para a edição, quanto para o playback através de instrumentos virtuais, geralmente na plataforma VSTi da Steinberg. A maioria dos DAWs oferece algum editor para as notas e eventos MIDI, e alguns DAWs chegam a trazer visualizações de partitura para as trilhas MIDI.

## Exemplos
Existe no mercado uma infinidade de softwares DAW. Entre os mais conhecidos, incluem-se:
- Ableton Live
- Audacity
- ACID Pro
- Adobe Audition
- Audiotool
- Ardour
- Cakewalk SONAR
- Cakewalk Pro Audio
- Cakewalk By Bandlab
- energyXT
- Max
- Digital Performer
- FL Studio
- Fairlight
- GarageBand
- Kristal
- Logic Pro
- MAGIX Samplitude
- MAGIX Sequoia
- Mixcraft
- Mixbus
- MusE
- n-Track Studio
- Synapse Orion
- PreSonus Studio One
- Pro Tools
- Pyramix
- REAPER
- Renoise
- Reason
- SAWStudio
- Soundtrack Pro
- SoundBridge
- Steinberg Sequel
- Steinberg Cubase
- Steinberg Nuendo
- Tracktion
- Zynewave Podium
- Z-Maestro